# Palaeomacrosemius thiollieri
Palaeomacrosemius thiollieri è un pesce osseo estinto, appartenente ai macrosemiidi. Visse nel Giurassico superiore (Kimmeridgiano - Titoniano, circa 155 - 152 milioni di anni fa) e i suoi resti fossili sono stati ritrovati in Europa.

## Descrizione
Questo pesce possedeva un corpo slanciato lungo una decina di centimetri, con una testa allungata terminante in un muso sottile e leggermente incurvato verso il basso. Era assai simile a un genere più conosciuto, Macrosemius, dal quale si differenziava per alcuni dettagli anatomici: Palaeomacrosemius possedeva file di scaglie che non si dividevano dorsalmente alla linea laterale (cosa che invece avveniva in Macrosemius) e al di sotto della sua lunga pinna dorsale (con 32-33 raggi) era presente una piccola area priva di scaglie (più piccola di quella in Macrosemius). Erano presenti inoltre piccole spine simili a uncini collocate sul bordo posterolaterale dei raggi principali della pinna dorsale; queste piccole strutture potrebbero aver avuto una funzione durante il comportamento riproduttivo.

## Classificazione
Macrosemius thiollieri è stato descritto per la prima volta nel 2016, sulla base di resti fossili ritrovati nella zona di Solnhofen (Germania) e di Cerin (Francia), risalenti alla fine del Kimmeridgiano e all'inizio del Titoniano. Palaeomacrosemius era un membro dei macrosemiidi, un gruppo di pesci semionotiformi caratterizzati da alcune particolarità craniche e da un muso rivolto verso il basso. In particolare, Palaeomacrosemius sembrerebbe vicino all'origine del genere Macrosemius.